# リードオフジャパン
リードオフジャパン株式会社（英語名:Lead-off Japan Co., Ltd.）は1985年設立の食品・酒類を取り扱う商社である。主な取り扱い商品は、アップルタイザー（飲料）、ハーシー（チョコレートシロップ）などである。

## 沿革
- 1985年 - 設立
- 1990年 - 食品輸入事業開始
- 1996年 - 食品販売会社のボデーガインターナショナル株式会社と合併
- 1997年 - 飲食事業（レストラン）開始
- 1999年 - 三菱商事と提携
- 2005年 - 本社を現在地へ移転